# Matt Cimber
Matt Cimber (né Thomas Vitale Ottaviano le 12 janvier 1936,,) est un producteur, réalisateur et scénariste américain. Il a exploré plusieurs genres cinématographiques en réalisant des films tels The Candy Tangerine Man (en), The Witch Who Came from the Sea (en), Hundra (en) et Butterfly. Il est également le co-créateur et réalisateur de Gorgeous Ladies of Wrestling (GLOW),.
Cimber est le dernier mari de l'actrice Jayne Mansfield, qu'il a dirigé sur scène ainsi que dans le film Single Room Furnished (en) (1968)[source insuffisante].

## Carrière

### Théâtre
Cimber commence sa carrière au début des années 1960 en dirigeant des pièces de théâtre off-Broadway créées à partir d'œuvres de F. Scott Fitzgerald, Tennessee Williams et Jean Cocteau. Il réalise une adaptation de Burning Bright (en) de John Steinbeck, mettant en vedette Sandy Dennis. Cimber rencontre à cette époque Jayne Mansfield.

### Cinéma
Matt Cimber fait ses débuts au cinéma sous le nom de Matteo Ottaviano, avec Single Room Furnished (en) (1966), dernier film complet de Mansfield avant la mort de celle-ci en 1967. Cimber fait également dans la sexploitation sous les pseudonymes Gary Harper et Rinehart Segway avec des œuvres telles Man and Wife (1969), Sex and Astrology (1971) et The Sexually Liberated Female (1970), ce dernier étant basé sur The Sensuous Woman (en) de Joan Garrity (en). Il dirige également trois œuvres de blaxploitation au milieu des années 1970 : The Black Six (en) (1973), Lady Cocoa (en) (1975) et The Candy Tangerine Man (en) (1975),. En 1976, Cimber fait l'une de ses rares incursions dans le genre du film d'horreur avec The Witch Who Came from the Sea (en).

## Filmographie
| Année   | Titre                                                                     | Réalisateur | Producteur | Scénariste | Notes                                             |
| ------- | ------------------------------------------------------------------------- | ----------- | ---------- | ---------- | ------------------------------------------------- |
| 1968    | Single Room Furnished (en)                                                | Oui         |            | Oui        | crédité sous le nom Matteo Ottaviano              |
| 1969    | Man & Wife: An Educational Film for Married Adults                        | Oui         |            |            | crédité sous le nom de Gary Harper                |
| 1970    | Africanus Sexualis (Black Is Beautiful)                                   | Oui         | Oui        |            | crédité sous le nom de Gary Harper                |
| 1970    | He & She                                                                  | Oui         |            |            | crédité sous le nom de Gary Harper                |
| 1970    | The Sexually Liberated Female                                             | Oui         | Oui        | Oui        | crédité sous le nom de Gary Harper                |
| 1971    | Sex and Astrology                                                         | Oui         | Oui        |            | crédité sous le nom de Rinehart Segway            |
| 1971    | Calliope                                                                  | Oui         | Oui        |            | crédité sous le nom de Gary Harper                |
| 1974    | The Black Six (en)                                                        | Oui         | Oui        | Oui        |                                                   |
| 1975    | That Girl from Boston                                                     | Oui         | Oui        |            |                                                   |
| 1975    | Gemini Affair                                                             | Oui         | Oui        |            |                                                   |
| 1975    | Lady Cocoa (en)                                                           | Oui         | Oui        |            |                                                   |
| 1975    | Alias Big Cherry                                                          | Oui         | Oui        |            |                                                   |
| 1975    | The Candy Tangerine Man (en)                                              | Oui         | Oui        |            |                                                   |
| 1976    | The Witch Who Came from the Sea (en)                                      | Oui         | Oui        |            |                                                   |
| 1979    | Do It In the Dirt                                                         |             | Oui        |            |                                                   |
| 1982    | Butterfly                                                                 | Oui         | Oui        | Oui        |                                                   |
| 1982    | Banco à Las Vegas (en) (Fake-Out)                                         | Oui         | Oui        | Oui        |                                                   |
| 1982    | V comme vengeance (A Time to Die)                                         | Oui         |            | Oui        | avec Joe Tornatore                                |
| 1983    | Hundra (en)                                                               | Oui         |            | Oui        |                                                   |
| 1984    | A la poursuite du soleil d'or (en) (Yellow Hair and the Fortress of Gold) | Oui         |            | Oui        |                                                   |
| 1986-89 | Gorgeous Ladies of Wrestling                                              | Oui         | Oui        |            | comme co-créateur série télévisée en 108 épisodes |
| 2006    | Miriam                                                                    | Oui         | Oui        | Oui        |                                                   |
| 2008    | Peace for Profit                                                          | Oui         |            |            | Documentaire                                      |

## Prix et distinctions
Cimber est nommé pour trois Razzie Awards dans les catégories pire film (en), pire réalisation (en) et pire scénario (en) pour Butterfly (1982).